# Europejska Nagroda Muzyczna - Nagroda Artystów
Europejska Nagroda Muzyczna - Nagroda Artystów - nagroda przyznawana podczas corocznego rozdania MTV Europe Music Awards. Jest to jedyna nagroda nie przyznawana przez redakcję MTV Europe. Jest to także droga obok nagrody dla najlepszego teledysku nagroda, w której widzowie nie mogą głosować. Nagrodę przyznają artyści.

## Zwycięzcy
- 2007 Amy Winehouse
- 2008 Lil Wayne